# Haiyang (satellite)
Pour l’article homonyme, voir Haiyang.
Haiyang (en chinois océan) est une famille de satellites d'observation scientifiques et opérationnels chinois consacrés aux océans et développés par l'agence spatiale CNSA pour le compte du NSOAS. Cette famille regroupe trois générations de satellites : les deux satellites HY-1 placés en orbite en 2002 et 2004 ont pour mission de mesurer la température et la couleur de l'océan ; les satellites HY-2, dont le premier exemplaire a été lancé en 2011, sont destinés, entre autres, à étudier la dynamique des océans tandis les satellites HY-3 (premier lancement en novembre 2023) emportent un instrument tous temps fonctionnant en bande X. Ces satellites sont construits par une filiale de SAST.

## Les satellites HY-1
Les satellites HY-1A et HY-1B lancés en mai 2002 et en avril 2007  mesurent la couleur et la température de l'océan grâce à des capteurs dans le visible et l'infrarouge.
D'une masse de 365 kg, ces satellites utilisent pour la première fois la plateforme CAST968. Les satellites HY-1, qui est stabilisé 3 axes, comporte deux panneaux solaires orientables. Sa durée de vie opérationnelle minimale est de 3 ans. La charge utile comprend un imageur couleur 10 bandes et un imageur CCD 4 bandes. Le troisième exemplaire de la série HY 1C lancé en septembre 2018,plus lourd (442 kg), se caractérise par une résolution spatiale améliorée de son imageur et deux nouveaux instruments : un imageur ultraviolet et un spectromètre utilisé pour des opérations d'étalonnage.

## Les satellites HY-2
Les satellites de la série H-2 étudient la dynamique des océans. 4 satellites HY-2A à HY-2D sont prévus. Le premier a été lancé en 2011. Les lancements suivants sont planifiés en 2012, 2015 et 2019. 

### HY-2A
Le premier exemplaire HY-2A a été lancé le 15 août 2011, dans le cadre d'une coopération sino-française. Les données de l'instrument français d'orbitographie de haute précision DORIS sont disponibles, tandis que celles de l'altimètre ne le sont pas encore (alors que depuis l'arrêt du satellite européen Envisat, il n'y a plus aucun système opérationnel d'observation de l'océan par altimétrie qui puisse effectuer des mesures dans les régions polaires).
Le satellite HY-2A circule sur une orbite héliosynchrone de 971 km avec un cycle de 14 jours pour les besoins océanographiques. Pour les études géodésiques, son altitude sera modifiée à 973 km avec une orbite phasée de 168 jours.
Il est utilisé pour étudier la circulation océanique à moyenne échelle et plus généralement la dynamique des océans. Il effectue des relevés de température de surface.
Le satellite, qui a une masse d'environ 1 500 kg et utilise une plateforme CAST968, est stabilisé 3 axes avec une précision de pointage < 0.1º. Sa charge utile comprend :
- Pour les missions océanographiques :
  - un radiomètre à balayage en 5 fréquences mesurant la température à la surface de la mer
  - un diffusiomètre à balayage en bande Ku  permettant la mesure de la direction de la vitesse des vents de surface
- Pour les missions d'altimétrie satellitaire
  - un altimètre radar nadir à double fréquence Ku/C
  - un radiomètre  à triple fréquence

La position précise du satellite sur son orbite est déterminée à l'aide de 3 instruments :
- un rétro réflecteur laser
- un instrument DORIS (fourniture CNES)
- un instrument GPS de haute précision à double fréquence

La mission initiale qui doit durer 3 ans comprend deux phases : durant 2 ans le satellite  doit remplir les objectifs océanographiques. La troisième année est consacrée à l'étude géodésique. L'opérateur du satellite est le NSOAS.

## Les satellites HY-3
Les satellites de la série HY-3 sont des satellites d'observation de la Terre consacrés à l'étude des océans et capables d'effectuer des observations par tous les temps (quelle que soit la couverture nuageuse). Ils emporte un instrument W-SAR à haute résolution qui fonctionne en bande X dans la fréquence 9,5 GHz et pouvant fournir des données avec des résolutions spatiales et des fauchées variables. La fauchée peut être de 40, 80 ou 150 kilomètres et la résolution spatiale 1, 5 ou 10 mètres (ces deux paramètres sont liés).  Les données recueillies sont la couleur de l'océan, la glace de mer ainsi que d'autres variables. Cette série est complémentaires des HY-2 qui recueillent notamment des données sur la vitesse des vents, le niveau des océans et la température de surface. Le premier satellite de cette sous-série a été placé en orbite en novembre 2023.  

## Historique des missions
| Nom     | Date lancement   | Type | Masse    | Orbite                            | Objectif                                                       | Instruments | Lanceur | Site lancement | Statut       | Remarque                                     |
| ------- | ---------------- | ---- | -------- | --------------------------------- | -------------------------------------------------------------- | --- | ------- | -------------- | ------------ | -------------------------------------------- |
| HY-1A   | 15/05/2002       | HY-1 | 360 kg   | 771 puis 769 km inclinaison 98,5° | Caractéristiques optiques des océans température de surface... | Imageur multispectral 10 bandes imageur CCD 4 bandes                                                                  | CZ-4B   | Taiyuan        | Opérationnel | Lancé avec le satellite météorologique FY 1D |
| HY-1B   | 11/04/2007       | HY-1 | 360 kg   | 771 puis 769 km inclinaison 98,5° | Caractéristiques optiques des océans température de surface... | Imageur multispectral 10 bandes imageur CCD 4 bandes                                                                  | CZ-2C   | Taiyuan        | Opérationnel |                                              |
| HY-2A   | 15/08/2011       | HY-2 | 1 500 kg | 882x918 km inclinaison 99,4°      | Dynamique des océans géodésie                                  | Altimètre radar radiomètres diffusiomètre                                                                             | CZ-4B   | Taiyuan        | Opérationnel |                                              |
| HY-1C   | 07/09/2018       | HY-1 | 442 kg   | 795 x 769 km inclinaison 98,5°    | Caractéristiques optiques des océans température de surface... | Imageur amélioré (résolution spatiale de 20 mètres et deux nouveaux instruments : imageur ultraviolet et spectromètre | CZ-2C   | Taiyuan        | Opérationnel |                                              |
| HY-2B   | 25/10/2018       | HY-2 | 1 500 kg |                                   | Dynamique des océans géodésie                                  | | CZ-4B   | LC-9 Taiyuan   | Opérationnel |                                              |
| HY-2C   | 21/09/2020       | HY-2 | 1 500 kg |                                   | Dynamique des océans géodésie                                  | | CZ-4B   | LC-4 Jiuquan   | Opérationnel |                                              |
| HY-2D   | 19/05/2020       | HY-2 | 1 500 kg |                                   | Dynamique des océans géodésie                                  | | CZ-4B   | LC-4 Jiuquan   | Opérationnel |                                              |
| HY-3 01 | 16 novembre 2013 | HY-3 |          |                                   |                                                                | Capteurs tout temps fonctionnant en bande X.                                                                          | CZ-2C   | Jiuquan        | Opérationnel |                                              |